# Elder Peak
Elder Peak är en bergstopp i Antarktis. Den ligger i Östantarktis. Australien gör anspråk på området. Toppen på Elder Peak är 2 360 meter över havet, eller 256 meter över den omgivande terrängen. Bredden vid basen är 2,7 km.
Terrängen runt Elder Peak är kuperad norrut, men söderut är den platt. Trakten är obefolkad. Det finns inga samhällen i närheten.